# Élections départementales de 2015 dans le Cher
Les élections départementales ont lieu les 22 et 29 mars 2015.

## Contexte départemental

### Assemblée départementale sortante
Avant les élections, le Conseil général du Cher est présidé par Jean-Pierre Saulnier (PS). Il comprend 35 conseillers généraux issus des 35 cantons du Cher. Après le redécoupage cantonal de 2014, ce sont 38 conseillers départementaux qui seront élus au sein des 19 nouveaux cantons du Cher.
| Parti                             | Sigle | Sigle | Élus |
| --------------------------------- | ----- | ----- | ---- |
| Majorité (22 sièges)              |       |       |      |
| Parti socialiste                  |       | PS    | 11   |
| Parti communiste français         |       | PCF   | 8    |
| Divers gauche                     |       | DVG   | 3    |
| Opposition (13 sièges)            |       |       |      |
| Union pour un mouvement populaire |       | UMP   | 7    |
| Divers droite                     |       | DVD   | 6    |
| Président du conseil général      |       |       |      |
| Jean-Pierre Saulnier (PS)         |       |       |      |

### Assemblée départementale élue
| Parti                                | Sigle | Sigle | Élus |
| ------------------------------------ | ----- | ----- | ---- |
| Majorité (24 sièges)                 |       |       |      |
| Divers droite                        |       | DVD   | 15   |
| Union pour un mouvement populaire    |       | UMP   | 6    |
| Union des démocrates et indépendants |       | UDI   | 3    |
| Opposition (14 sièges)               |       |       |      |
| Parti socialiste                     |       | PS    | 10   |
| Parti communiste français            |       | PCF   | 4    |
| Président du conseil départemental   |       |       |      |
| Michel Autissier (UMP)               |       |       |      |

## Résultats à l'échelle du département

### Résultats par nuances du ministère de l'Intérieur
Les nuances utilisées par le ministère de l'Intérieur ne tiennent pas compte des alliances locales.
| Binômes     | Binômes            | Premier tour | Premier tour | Second tour | Second tour | Sièges |
| Binômes     | Binômes            | Voix         | %            | Voix        | %           | Sièges |
| ----------- | ------------------ | ------------ | ------------ | ----------- | ----------- | ------ |
|             | Union de la droite | 33 780       | 30,69        | 47 674      | 44,29       | 22     |
|             | UC                 | 2 195        | 1,99         |             |             |        |
|             | UDI                | 1 325        | 1,20         | 3 303       | 3,07        | 2      |
|             | DVD                | 1 269        | 1,15         |             |             |        |
|             | UMP                | 1 217        | 1,11         |             |             |        |
|             | DLF                | 470          | 0,43         |             |             |        |
| Droite      | Droite             | 40 256       | 36,57        | 50 977      | 47,36       | 24     |
|             |                    |              |              |             |             |        |
|             | PS                 | 22 011       | 20,00        | 18 223      | 16,93       | 10     |
|             | FG                 | 11 939       | 10,85        | 8 553       | 7,95        | 4      |
|             | DVG                | 5 887        | 5,35         |             |             |        |
|             | Union de la gauche | 2 591        | 2,35         | 2 960       | 2,75        | 0      |
| Gauche      | Gauche             | 42 428       | 38,55        | 29 736      | 27,63       | 14     |
|             |                    |              |              |             |             |        |
|             | FN                 | 27 372       | 24,87        | 26 919      | 25,01       | 0      |
|             |                    |              |              |             |             |        |
| Inscrits    | Inscrits           | 229 123      | 100,00       | 229 118     | 100,00      |        |
| Abstentions | Abstentions        | 112 261      | 49,00        | 110 337     | 48,16       |        |
| Votants     | Votants            | 116 862      | 51,00        | 118 781     | 51,84       |        |
| Blancs      | Blancs             | 5 294        | 4,53         | 8 446       | 7,11        |        |
| Nuls        | Nuls               | 1 512        | 1,29         | 2 703       | 2,28        |        |
| Exprimés    | Exprimés           | 110 056      | 94,18        | 107 632     | 90,61       |        |

### Résultats par canton
| Canton                  | Conseiller sortant     | Parti                | Parti       | Conseiller élu               | Parti           | Parti           |
| ----------------------- | ---------------------- | -------------------- | ----------- | ---------------------------- | --------------- | --------------- |
| Aix-d'Angillon          | Maxime Camuzat*        |                      | PCF         | Canton supprimé              | Canton supprimé | Canton supprimé |
| Argent-sur-Sauldre      | Thierry de Montbel*    |                      | UMP         | Canton supprimé              | Canton supprimé | Canton supprimé |
| Aubigny-sur-Nère        | Michel Autissier       |                      | UMP         | Michel Autissier             |                 | UMP             |
| Aubigny-sur-Nère        | Michel Autissier       | Anne Cassier         | UMP         |                              | UMP             |                 |
| Avord                   | Canton créé            | Canton créé          | Canton créé | Christine Chapeau            |                 | PS              |
| Avord                   | Canton créé            | Canton créé          | Canton créé | Pascal Méreau                |                 | PS              |
| Baugy                   | Pascal Méreau          |                      | PS          | Canton supprimé              | Canton supprimé | Canton supprimé |
| Bourges-1               | Jean-Michel Guérineau  |                      | PCF         | Yann Galut                   |                 | PS              |
| Bourges-1               | Jean-Michel Guérineau  | Francine Gay         | PCF         |                              | PS              |                 |
| Bourges-2               | Franck Thomas-Richard* |                      | UMP         | Irène Félix                  |                 | PS              |
| Bourges-2               | Franck Thomas-Richard* | Renaud Mettre        | UMP         |                              | PS              |                 |
| Bourges-3               | Yann Galut             |                      | PS          | Zehira Ben Ahmed             |                 | PS              |
| Bourges-3               | Yann Galut             | Jean-Pierre Saulnier | PS          |                              | PS              |                 |
| Bourges-4               | Irène Félix            |                      | PS          | Véronique Fenoll             |                 | UMP             |
| Bourges-4               | Irène Félix            | Jacques Fleury       | PS          |                              | UMP             |                 |
| Bourges-5               | Jean-Pierre Saulnier   |                      | PS          | Canton supprimé              | Canton supprimé | Canton supprimé |
| La Chapelle-d'Angillon  | David Dallois*         |                      | PLD         | Canton supprimé              | Canton supprimé | Canton supprimé |
| Charenton-du-Cher       | Pascal Aupy            |                      | DVD         | Canton supprimé              | Canton supprimé | Canton supprimé |
| Chârost                 | Roger Jacquet          |                      | PCF         | Philippe Charrette           |                 | DVD             |
| Chârost                 | Roger Jacquet          | Nicole Progin        | PCF         |                              | DVD             |                 |
| Châteaumeillant         | Jean-Luc Brahiti*      |                      | DVD         | Marilyne Brossat             |                 | DVD             |
| Châteaumeillant         | Jean-Luc Brahiti*      | Daniel Fourre        | DVD         |                              | DVD             |                 |
| Châteauneuf-sur-Cher    | William Pelletier*     |                      | DVD         | Canton supprimé              | Canton supprimé | Canton supprimé |
| Châtelet                | Hubert Robin*          |                      | PS          | Canton supprimé              | Canton supprimé | Canton supprimé |
| Dun-sur-Auron           | Henri Pain*            |                      | DVD         | Pascal Aupy                  |                 | DVD             |
| Dun-sur-Auron           | Henri Pain*            | Marie-Pierre Richer  | DVD         |                              | DVD             |                 |
| Graçay                  | Jean-Pierre Charles    |                      | PCF         | Canton supprimé              | Canton supprimé | Canton supprimé |
| La Guerche-sur-l'Aubois | Serge Méchin           |                      | PS          | Bernadette Courivaud         |                 | PS              |
| La Guerche-sur-l'Aubois | Serge Méchin           | Serge Méchin         | PS          |                              | PS              |                 |
| Henrichemont            | Jean-Claude Morin      |                      | UMP         | Canton supprimé              | Canton supprimé | Canton supprimé |
| Léré                    | Pascal Viguié          |                      | PS          | Canton supprimé              | Canton supprimé | Canton supprimé |
| Levet                   | Pascal Goudy           |                      | PS          | Canton supprimé              | Canton supprimé | Canton supprimé |
| Lignières               | Janine Bernadet        |                      | PS          | Canton supprimé              | Canton supprimé | Canton supprimé |
| Lury-sur-Arnon          | Rémy Pointereau*       |                      | UMP         | Canton supprimé              | Canton supprimé | Canton supprimé |
| Mehun-sur-Yèvre         | Patrick Tournant       |                      | PCF         | Sophie Bertrand              |                 | DVD             |
| Mehun-sur-Yèvre         | Patrick Tournant       | Bruno Meunier        | PCF         |                              | DVD             |                 |
| Nérondes                | Robert Belleret*       |                      | PS          | Canton supprimé              | Canton supprimé | Canton supprimé |
| Saint-Amand-Montrond    | Annie Lallier          |                      | UDI         | Annie Lallier                |                 | UDI             |
| Saint-Amand-Montrond    | Annie Lallier          | Emmanuel Riotte      | UDI         |                              | UDI             |                 |
| Saint-Doulchard         | Yvon Beuchon           |                      | DVG         | Françoise Le Duc             |                 | DVD             |
| Saint-Doulchard         | Yvon Beuchon           | Thierry Vallée       | DVG         |                              | UDI             |                 |
| Saint-Germain-du-Puy    | Canton créé            | Canton créé          | Canton créé | Ghislaine de Bengy-Puyvallée |                 | UMP             |
| Saint-Germain-du-Puy    | Canton créé            | Canton créé          | Canton créé | Jean-Claude Morin            |                 | UMP             |
| Saint-Martin-d'Auxigny  | Alain Rafesthain*      |                      | DVG         | Fabrice Chollet              |                 | DVD             |
| Saint-Martin-d'Auxigny  | Alain Rafesthain*      | Béatrice Damade      | DVG         |                              | DVD             |                 |
| Sancergues              | Serge Berthelot*       |                      | PCF         | Canton supprimé              | Canton supprimé | Canton supprimé |
| Sancerre                | Michelle Guillou       |                      | DVD         | Patrick Bagot                |                 | DVD             |
| Sancerre                | Michelle Guillou       | Michelle Guillou     | DVD         |                              | DVD             |                 |
| Sancoins                | Paul Bernard*          |                      | PS          | Canton supprimé              | Canton supprimé | Canton supprimé |
| Saulzais-le-Potier      | Daniel Fourré          |                      | DVD         | Canton supprimé              | Canton supprimé | Canton supprimé |
| Trouy                   | Canton créé            | Canton créé          | Canton créé | Patrick Barnier              |                 | DVD             |
| Trouy                   | Canton créé            | Canton créé          | Canton créé | Corinne Charlot              |                 | DVD             |
| Vailly-sur-Sauldre      | Pierre Rabineau*       |                      | DVG         | Canton supprimé              | Canton supprimé | Canton supprimé |
| Vierzon-1               | Karine Chêne           |                      | PCF         | Karine Chêne                 |                 | PCF             |
| Vierzon-1               | Karine Chêne           | Mounire Lyame        | PCF         |                              | PCF             |                 |
| Vierzon-2               | Jean-Pierre Piétu*     |                      | PCF         | Jean-Pierre Charles          |                 | PCF             |
| Vierzon-2               | Jean-Pierre Piétu*     | Delphine Pietu       | PCF         |                              | PCF             |                 |

* Conseillers généraux sortants ne se représentant pas

## Résultats par canton

### Canton d'Aubigny-sur-Nère
| Candidats            | Candidats         | Partis      | Partis      | Premier tour | Premier tour | Second tour | Second tour |
| Candidats            | Candidats         | Partis      | Partis      | Voix         | %            | Voix        | %           |
| -------------------- | ----------------- | ----------- | ----------- | ------------ | ------------ | ----------- | ----------- |
| 1                    | Christine Hivert  |             | PS          | 744          | 11,02        |             |             |
| 1                    | Fabien Léon       |             | PS          | 744          | 11,02        |             |             |
| 2                    | Michel Autissier* |             | UMP         | 3 182        | 47,14        | 4 175       | 64,17       |
| 2                    | Anne Cassier      |             | UMP         | 3 182        | 47,14        | 4 175       | 64,17       |
| 3                    | Dorian Mellot     |             | PCF         | 709          | 10,50        |             |             |
| 3                    | Claire Millerioux |             | PCF         | 709          | 10,50        |             |             |
| 4                    | Claude Gestin     |             | FN          | 2 115        | 31,33        | 2 331       | 35,83       |
| 4                    | Pascale Hébert    |             | FN          | 2 115        | 31,33        | 2 331       | 35,83       |
|                      |                   |             |             |              |              |             |             |
| Inscrits             | Inscrits          | Inscrits    | Inscrits    | 13 113       | 100,00       | 13 113      | 100,00      |
| Abstentions          | Abstentions       | Abstentions | Abstentions | 6 037        | 46,04        | 5 947       | 45,35       |
| Votants              | Votants           | Votants     | Votants     | 7 076        | 53,96        | 7 166       | 54,65       |
| Blancs               | Blancs            | Blancs      | Blancs      | 213          | 3,01         | 419         | 5,85        |
| Nuls                 | Nuls              | Nuls        | Nuls        | 113          | 1,6          | 241         | 3,36        |
| Exprimés             | Exprimés          | Exprimés    | Exprimés    | 6 750        | 95,39        | 6 506       | 90,79       |
| * conseiller sortant |                   |             |             |              |              |             |             |

### Canton d'Avord
| Candidats   | Candidats           | Partis      | Partis      | Premier tour | Premier tour | Second tour | Second tour |
| Candidats   | Candidats           | Partis      | Partis      | Voix         | %            | Voix        | %           |
| ----------- | ------------------- | ----------- | ----------- | ------------ | ------------ | ----------- | ----------- |
| 1           | Christine Chapeau   |             | PS          | 2 076        | 29,67        | 2 767       | 37,83       |
| 1           | Pascal Mereau       |             | PS          | 2 076        | 29,67        | 2 767       | 37,83       |
| 2           | Sylviane Dhainaut   |             | FN          | 2 237        | 31,97        | 2 255       | 30,83       |
| 2           | Christophe Dufresne |             | FN          | 2 237        | 31,97        | 2 255       | 30,83       |
| 3           | Jean-Marc Bardi     |             | EÉLV        | 800          | 11,43        |             |             |
| 3           | Stéphanie Daburon   |             | MRC         | 800          | 11,43        |             |             |
| 4           | Véronique Brechard  |             | DVD         | 1 885        | 26,94        | 2 292       | 31,34       |
| 4           | Pierre Grosjean     |             | DVD         | 1 885        | 26,94        | 2 292       | 31,34       |
|             |                     |             |             |              |              |             |             |
| Inscrits    | Inscrits            | Inscrits    | Inscrits    | 13 159       | 100,00       | 13 159      | 100,00      |
| Abstentions | Abstentions         | Abstentions | Abstentions | 5 852        | 44,47        | 5 555       | 42,21       |
| Votants     | Votants             | Votants     | Votants     | 7 307        | 55,53        | 7 604       | 57,79       |
| Blancs      | Blancs              | Blancs      | Blancs      | 231          | 3,16         | 215         | 2,83        |
| Nuls        | Nuls                | Nuls        | Nuls        | 78           | 1,07         | 75          | 0,99        |
| Exprimés    | Exprimés            | Exprimés    | Exprimés    | 6 998        | 95,77        | 7 314       | 96,19       |

### Canton de Bourges-1
| Candidats            | Candidats          | Partis      | Partis      | Premier tour | Premier tour | Second tour | Second tour |
| Candidats            | Candidats          | Partis      | Partis      | Voix         | %            | Voix        | %           |
| -------------------- | ------------------ | ----------- | ----------- | ------------ | ------------ | ----------- | ----------- |
| 1                    | Julie Apricena     |             | FN          | 1 198        | 21,93        |             |             |
| 1                    | Jimmy Swynghedauwe |             | FN          | 1 198        | 21,93        |             |             |
| 2                    | Magali Bessard     |             | PCF         | 796          | 14,57        |             |             |
| 2                    | Philippe Redois    |             | EÉLV        | 796          | 14,57        |             |             |
| 3                    | Yann Galut*        |             | PS          | 1 878        | 34,37        | 2 781       | 53,81       |
| 3                    | Francine Gay       |             | PS          | 1 878        | 34,37        | 2 781       | 53,81       |
| 4                    | Anne-Lucie Clausse |             | UDI         | 1 592        | 29,14        | 2 387       | 46,19       |
| 4                    | Alain Tanton       |             | DVD         | 1 592        | 29,14        | 2 387       | 46,19       |
|                      |                    |             |             |              |              |             |             |
| Inscrits             | Inscrits           | Inscrits    | Inscrits    | 12 476       | 100,00       | 12 476      | 100,00      |
| Abstentions          | Abstentions        | Abstentions | Abstentions | 6 580        | 52,74        | 6 669       | 53,45       |
| Votants              | Votants            | Votants     | Votants     | 5 896        | 47,26        | 5 807       | 46,55       |
| Blancs               | Blancs             | Blancs      | Blancs      | 432          | 7,33         | 639         | 11          |
| Nuls                 | Nuls               | Nuls        | Nuls        | 0            | 0            | 0           | 0           |
| Exprimés             | Exprimés           | Exprimés    | Exprimés    | 5 464        | 92,67        | 5 168       | 89          |
| * conseiller sortant |                    |             |             |              |              |             |             |

### Canton de Bourges-2
| Candidats            | Candidats              | Partis      | Partis      | Premier tour | Premier tour | Second tour | Second tour |
| Candidats            | Candidats              | Partis      | Partis      | Voix         | %            | Voix        | %           |
| -------------------- | ---------------------- | ----------- | ----------- | ------------ | ------------ | ----------- | ----------- |
| 1                    | Marcelle Mercier       |             | UMP         | 991          | 26,37        | 1 640       | 44,78       |
| 1                    | Éric Meseguer          |             | UMP         | 991          | 26,37        | 1 640       | 44,78       |
| 2                    | Jean-Michel Guérineau* |             | PCF         | 961          | 25,57        |             |             |
| 2                    | Wassila Saoudi         |             | PCF         | 961          | 25,57        |             |             |
| 3                    | Irène Félix*           |             | PS          | 1 181        | 31,43        | 2 022       | 55,22       |
| 3                    | Renaud Mettre          |             | PS          | 1 181        | 31,43        | 2 022       | 55,22       |
| 4                    | Nathalie Bonnefoy      |             | DVD         | 625          | 16,63        |             |             |
| 4                    | Philippe Mercier       |             | DVD         | 625          | 16,63        |             |             |
|                      |                        |             |             |              |              |             |             |
| Inscrits             | Inscrits               | Inscrits    | Inscrits    | 10 418       | 100,00       | 10 418      | 100,00      |
| Abstentions          | Abstentions            | Abstentions | Abstentions | 6 156        | 59,09        | 6 233       | 59,83       |
| Votants              | Votants                | Votants     | Votants     | 4 262        | 40,91        | 4 185       | 40,17       |
| Blancs               | Blancs                 | Blancs      | Blancs      | 504          | 11,83        | 523         | 12,5        |
| Nuls                 | Nuls                   | Nuls        | Nuls        | 0            | 0            | 0           | 0           |
| Exprimés             | Exprimés               | Exprimés    | Exprimés    | 3 758        | 88,17        | 3 662       | 87,5        |
| * conseiller sortant |                        |             |             |              |              |             |             |

### Canton de Bourges-3
| Candidats   | Candidats            | Partis      | Partis      | Premier tour | Premier tour | Second tour | Second tour |
| Candidats   | Candidats            | Partis      | Partis      | Voix         | %            | Voix        | %           |
| ----------- | -------------------- | ----------- | ----------- | ------------ | ------------ | ----------- | ----------- |
| 1           | Jean Belval          |             | FN          | 812          | 21,35        |             |             |
| 1           | Émilie Hanen         |             | FN          | 812          | 21,35        |             |             |
| 2           | Audrey Di Prima      |             | UMP         | 1 262        | 33,18        | 1 749       | 47,77       |
| 2           | Wladimir d'Ormesson  |             | UMP         | 1 262        | 33,18        | 1 749       | 47,77       |
| 3           | Zehira Ben Ahmed     |             | PS          | 1 161        | 30,53        | 1 912       | 52,23       |
| 3           | Jean-Pierre Saulnier |             | PS          | 1 161        | 30,53        | 1 912       | 52,23       |
| 4           | Blandine Harlé       |             | PCF         | 568          | 14,94        |             |             |
| 4           | Nacim Ramdani        |             | PCF         | 568          | 14,94        |             |             |
|             |                      |             |             |              |              |             |             |
| Inscrits    | Inscrits             | Inscrits    | Inscrits    | 9 966        | 100,00       | 9 966       | 100,00      |
| Abstentions | Abstentions          | Abstentions | Abstentions | 5 841        | 58,61        | 5 819       | 58,39       |
| Votants     | Votants              | Votants     | Votants     | 4 125        | 41,39        | 4 147       | 41,61       |
| Blancs      | Blancs               | Blancs      | Blancs      | 322          | 7,81         | 486         | 11,72       |
| Nuls        | Nuls                 | Nuls        | Nuls        | 0            | 0            | 0           | 0           |
| Exprimés    | Exprimés             | Exprimés    | Exprimés    | 3 803        | 92,19        | 3 661       | 88,28       |

### Canton de Bourges-4
| Candidats   | Candidats        | Partis      | Partis      | Premier tour | Premier tour | Second tour | Second tour |
| Candidats   | Candidats        | Partis      | Partis      | Voix         | %            | Voix        | %           |
| ----------- | ---------------- | ----------- | ----------- | ------------ | ------------ | ----------- | ----------- |
| 1           | Véronique Fenoll |             | UMP         | 2 633        | 55,16        | 2 912       | 59,93       |
| 1           | Jacques Fleury   |             | UMP         | 2 633        | 55,16        | 2 912       | 59,93       |
| 2           | Céline Bezoui    |             | PS          | 1 350        | 28,28        | 1 947       | 40,07       |
| 2           | Pierre Dedet     |             | PS          | 1 350        | 28,28        | 1 947       | 40,07       |
| 3           | Denis Ducamp     |             | PG          | 790          | 16,55        |             |             |
| 3           | Yvette Gilbert   |             | PCF         | 790          | 16,55        |             |             |
|             |                  |             |             |              |              |             |             |
| Inscrits    | Inscrits         | Inscrits    | Inscrits    | 11 798       | 100,00       | 11 798      | 100,00      |
| Abstentions | Abstentions      | Abstentions | Abstentions | 6 433        | 54,53        | 6 414       | 54,37       |
| Votants     | Votants          | Votants     | Votants     | 5 365        | 45,47        | 5 384       | 45,63       |
| Blancs      | Blancs           | Blancs      | Blancs      | 592          | 11,03        | 525         | 9,75        |
| Nuls        | Nuls             | Nuls        | Nuls        | 0            | 0            | 0           | 0           |
| Exprimés    | Exprimés         | Exprimés    | Exprimés    | 4 773        | 88,97        | 4 859       | 90,25       |

### Canton de Chârost
| Candidats            | Candidats                 | Partis      | Partis      | Premier tour | Premier tour | Second tour | Second tour |
| Candidats            | Candidats                 | Partis      | Partis      | Voix         | %            | Voix        | %           |
| -------------------- | ------------------------- | ----------- | ----------- | ------------ | ------------ | ----------- | ----------- |
| 1                    | Jacques Lambert           |             | PS          | 730          | 15,10        |             |             |
| 1                    | Emmanuelle Mouttou        |             | PS          | 730          | 15,10        |             |             |
| 2                    | Philippe Charrette        |             | DVD         | 1 444        | 29,86        | 2 527       | 52,72       |
| 2                    | Nicole Progin             |             | DVD         | 1 444        | 29,86        | 2 527       | 52,72       |
| 3                    | Roger Jacquet*            |             | PCF         | 1 390        | 28,74        | 2 266       | 47,28       |
| 3                    | Nadine Mechin             |             | PCF         | 1 390        | 28,74        | 2 266       | 47,28       |
| 4                    | Maryane Bougras           |             | FN          | 1 272        | 26,30        |             |             |
| 4                    | François Frayard-Cherrier |             | FN          | 1 272        | 26,30        |             |             |
|                      |                           |             |             |              |              |             |             |
| Inscrits             | Inscrits                  | Inscrits    | Inscrits    | 10 608       | 100,00       | 10 606      | 100,00      |
| Abstentions          | Abstentions               | Abstentions | Abstentions | 5 484        | 51,7         | 5 368       | 50,61       |
| Votants              | Votants                   | Votants     | Votants     | 5 124        | 48,3         | 5 238       | 49,39       |
| Blancs               | Blancs                    | Blancs      | Blancs      | 195          | 3,81         | 303         | 5,78        |
| Nuls                 | Nuls                      | Nuls        | Nuls        | 93           | 1,81         | 142         | 2,71        |
| Exprimés             | Exprimés                  | Exprimés    | Exprimés    | 4 836        | 94,38        | 4 793       | 91,5        |
| * conseiller sortant |                           |             |             |              |              |             |             |

### Canton de Châteaumeillant
| Candidats            | Candidats         | Partis      | Partis      | Premier tour | Premier tour | Second tour | Second tour |
| Candidats            | Candidats         | Partis      | Partis      | Voix         | %            | Voix        | %           |
| -------------------- | ----------------- | ----------- | ----------- | ------------ | ------------ | ----------- | ----------- |
| 1                    | Marilyne Brossat  |             | DVD         | 2 519        | 38,28        | 3 843       | 61,89       |
| 1                    | Daniel Fourre     |             | DVD         | 2 519        | 38,28        | 3 843       | 61,89       |
| 2                    | Claudine Goix     |             | PCF         | 563          | 8,55         |             |             |
| 2                    | Pascal Morandi    |             | PCF         | 563          | 8,55         |             |             |
| 3                    | Janine Bernardet* |             | PS          | 1 442        | 21,91        |             |             |
| 3                    | Hubert Robin*     |             | PS          | 1 442        | 21,91        |             |             |
| 4                    | Erwan Le Mintier  |             | FN          | 2 057        | 31,26        | 2 366       | 38,11       |
| 4                    | Élodie Robin      |             | FN          | 2 057        | 31,26        | 2 366       | 38,11       |
|                      |                   |             |             |              |              |             |             |
| Inscrits             | Inscrits          | Inscrits    | Inscrits    | 11 903       | 100,00       | 11 903      | 100,00      |
| Abstentions          | Abstentions       | Abstentions | Abstentions | 4 952        | 41,6         | 4 866       | 40,88       |
| Votants              | Votants           | Votants     | Votants     | 6 951        | 58,4         | 7 037       | 59,12       |
| Blancs               | Blancs            | Blancs      | Blancs      | 262          | 3,77         | 536         | 7,62        |
| Nuls                 | Nuls              | Nuls        | Nuls        | 108          | 1,55         | 292         | 4,15        |
| Exprimés             | Exprimés          | Exprimés    | Exprimés    | 6 581        | 94,68        | 6 209       | 88,23       |
| * conseiller sortant |                   |             |             |              |              |             |             |

### Canton de Dun-sur-Auron
| Candidats            | Candidats           | Partis      | Partis      | Premier tour | Premier tour | Second tour | Second tour |
| Candidats            | Candidats           | Partis      | Partis      | Voix         | %            | Voix        | %           |
| -------------------- | ------------------- | ----------- | ----------- | ------------ | ------------ | ----------- | ----------- |
| 1                    | Pascal Aupy*        |             | DVD         | 2 716        | 42,92        | 3 707       | 63,09       |
| 1                    | Marie-Pierre Richer |             | DVD         | 2 716        | 42,92        | 3 707       | 63,09       |
| 2                    | Patrick Enocq       |             | FN          | 1 923        | 30,39        | 2 169       | 36,91       |
| 2                    | Fabienne Saitz      |             | FN          | 1 923        | 30,39        | 2 169       | 36,91       |
| 3                    | Yvette Philippon    |             | PCF         | 714          | 11,28        |             |             |
| 3                    | Guy Samieri         |             | PCF         | 714          | 11,28        |             |             |
| 4                    | Gérard Mathieu      |             | PS          | 975          | 15,41        |             |             |
| 4                    | Isabelle Perez      |             | PS          | 975          | 15,41        |             |             |
|                      |                     |             |             |              |              |             |             |
| Inscrits             | Inscrits            | Inscrits    | Inscrits    | 12 097       | 100,00       | 12 099      | 100,00      |
| Abstentions          | Abstentions         | Abstentions | Abstentions | 5 433        | 44,91        | 5 472       | 45,23       |
| Votants              | Votants             | Votants     | Votants     | 6 664        | 55,09        | 6 627       | 54,77       |
| Blancs               | Blancs              | Blancs      | Blancs      | 243          | 3,65         | 526         | 7,94        |
| Nuls                 | Nuls                | Nuls        | Nuls        | 93           | 1,4          | 225         | 3,4         |
| Exprimés             | Exprimés            | Exprimés    | Exprimés    | 6 328        | 94,96        | 5 876       | 88,67       |
| * conseiller sortant |                     |             |             |              |              |             |             |

### Canton de La Guerche-sur-l'Aubois
| Candidats   | Candidats            | Partis      | Partis      | Premier tour | Premier tour | Second tour | Second tour |
| Candidats   | Candidats            | Partis      | Partis      | Voix         | %            | Voix        | %           |
| ----------- | -------------------- | ----------- | ----------- | ------------ | ------------ | ----------- | ----------- |
| 1           | Caroline Bizon       |             | DVD         | 1 439        | 28,77        | 1 693       | 31,64       |
| 1           | Olivier Hurabielle   |             | UDI         | 1 439        | 28,77        | 1 693       | 31,64       |
| 2           | Bernadette Courivaud |             | PS          | 1 471        | 29,41        | 2 046       | 38,24       |
| 2           | Serge Mechin         |             | PS          | 1 471        | 29,41        | 2 046       | 38,24       |
| 3           | Jean-Marc Amzian     |             | PCF         | 554          | 11,08        |             |             |
| 3           | Bernadette Duchaud   |             | MRC         | 554          | 11,08        |             |             |
| 4           | Jeanne-Marie Bertaux |             | FN          | 1 538        | 30,75        | 1 612       | 30,13       |
| 4           | Gilles Saitz         |             | FN          | 1 538        | 30,75        | 1 612       | 30,13       |
|             |                      |             |             |              |              |             |             |
| Inscrits    | Inscrits             | Inscrits    | Inscrits    | 10 251       | 100,00       | 10 251      | 100,00      |
| Abstentions | Abstentions          | Abstentions | Abstentions | 5 000        | 48,78        | 4 683       | 45,68       |
| Votants     | Votants              | Votants     | Votants     | 5 251        | 51,22        | 5 568       | 54,32       |
| Blancs      | Blancs               | Blancs      | Blancs      | 167          | 3,18         | 145         | 2,6         |
| Nuls        | Nuls                 | Nuls        | Nuls        | 82           | 1,56         | 72          | 1,29        |
| Exprimés    | Exprimés             | Exprimés    | Exprimés    | 5 002        | 95,26        | 5 351       | 96,1        |

### Canton de Mehun-sur-Yèvre
| Candidats            | Candidats                 | Partis      | Partis      | Premier tour | Premier tour | Second tour | Second tour |
| Candidats            | Candidats                 | Partis      | Partis      | Voix         | %            | Voix        | %           |
| -------------------- | ------------------------- | ----------- | ----------- | ------------ | ------------ | ----------- | ----------- |
| 1                    | Marie-José Lechelon       |             | EÉLV        | 1 688        | 24,18        |             |             |
| 1                    | Patrick Tournant*         |             | PCF         | 1 688        | 24,18        |             |             |
| 2                    | Noël Ardaen               |             | FN          | 1 941        | 27,81        | 2 158       | 34,17       |
| 2                    | Élisabeth Lagarde         |             | FN          | 1 941        | 27,81        | 2 158       | 34,17       |
| 3                    | Sophie Bertrand           |             | DVD         | 2 549        | 36,52        | 4 157       | 65,83       |
| 3                    | Bruno Meunier             |             | DVD         | 2 549        | 36,52        | 4 157       | 65,83       |
| 4                    | Philippe Debroye          |             | PS          | 802          | 11,49        |             |             |
| 4                    | Isabelle Galmard-Maréchal |             | PS          | 802          | 11,49        |             |             |
|                      |                           |             |             |              |              |             |             |
| Inscrits             | Inscrits                  | Inscrits    | Inscrits    | 14 591       | 100,00       | 14 588      | 100,00      |
| Abstentions          | Abstentions               | Abstentions | Abstentions | 7 218        | 49,47        | 7 307       | 50,09       |
| Votants              | Votants                   | Votants     | Votants     | 7 373        | 50,53        | 7 281       | 49,91       |
| Blancs               | Blancs                    | Blancs      | Blancs      | 299          | 4,06         | 703         | 9,66        |
| Nuls                 | Nuls                      | Nuls        | Nuls        | 94           | 1,27         | 263         | 3,61        |
| Exprimés             | Exprimés                  | Exprimés    | Exprimés    | 6 980        | 94,67        | 6 315       | 86,73       |
| * conseiller sortant |                           |             |             |              |              |             |             |

### Canton de Saint-Amand-Montrond
| Candidats            | Candidats             | Partis      | Partis      | Premier tour | Premier tour | Second tour | Second tour |
| Candidats            | Candidats             | Partis      | Partis      | Voix         | %            | Voix        | %           |
| -------------------- | --------------------- | ----------- | ----------- | ------------ | ------------ | ----------- | ----------- |
| 1                    | Valérie de Vos        |             | PS          | 980          | 16,66        |             |             |
| 1                    | Alain Pouillou        |             | PS          | 980          | 16,66        |             |             |
| 2                    | Joël Bugnone          |             | PCF         | 590          | 10,03        |             |             |
| 2                    | Michelle Rivet        |             | EÉLV        | 590          | 10,03        |             |             |
| 3                    | Jean-Marie Giraudon   |             | DVD         | 298          | 5,07         |             |             |
| 3                    | Jeanne-Marie Maumy    |             | DVD         | 298          | 5,07         |             |             |
| 4                    | Pierre Bastat         |             | UMP         | 1 217        | 20,69        |             |             |
| 4                    | Françoise Teyssandier |             | UMP         | 1 217        | 20,69        |             |             |
| 5                    | Annie Lallier*        |             | UDI         | 1 325        | 22,53        | 3 303       | 61,34       |
| 5                    | Emmanuel Riotte       |             | UDI         | 1 325        | 22,53        | 3 303       | 61,34       |
| 6                    | Élodie Baranger       |             | FN          | 1 471        | 25,01        | 2 082       | 38,66       |
| 6                    | François Pinson       |             | FN          | 1 471        | 25,01        | 2 082       | 38,66       |
|                      |                       |             |             |              |              |             |             |
| Inscrits             | Inscrits              | Inscrits    | Inscrits    | 12 431       | 100,00       | 12 431      | 100,00      |
| Abstentions          | Abstentions           | Abstentions | Abstentions | 6 157        | 49,53        | 6 009       | 48,34       |
| Votants              | Votants               | Votants     | Votants     | 6 274        | 50,47        | 6 422       | 51,66       |
| Blancs               | Blancs                | Blancs      | Blancs      | 262          | 4,18         | 710         | 11,06       |
| Nuls                 | Nuls                  | Nuls        | Nuls        | 131          | 2,09         | 327         | 5,09        |
| Exprimés             | Exprimés              | Exprimés    | Exprimés    | 5 881        | 93,74        | 5 385       | 83,85       |
| * conseiller sortant |                       |             |             |              |              |             |             |

### Canton de Saint-Doulchard
| Candidats            | Candidats                | Partis      | Partis      | Premier tour | Premier tour | Second tour | Second tour |
| Candidats            | Candidats                | Partis      | Partis      | Voix         | %            | Voix        | %           |
| -------------------- | ------------------------ | ----------- | ----------- | ------------ | ------------ | ----------- | ----------- |
| 1                    | Aurélien Daudon          |             | DLF         | 470          | 8,37         |             |             |
| 1                    | Alix Penloup             |             | DLF         | 470          | 8,37         |             |             |
| 2                    | Yvon Beuchon*            |             | DVG         | 2 591        | 46,14        | 2 960       | 49,86       |
| 2                    | Emmeline Ndongue-Jouanin |             | DVG         | 2 591        | 46,14        | 2 960       | 49,86       |
| 3                    | Françoise Le Duc         |             | DVD         | 2 555        | 45,5         | 2 977       | 50,14       |
| 3                    | Thierry Vallée           |             | UDI         | 2 555        | 45,5         | 2 977       | 50,14       |
|                      |                          |             |             |              |              |             |             |
| Inscrits             | Inscrits                 | Inscrits    | Inscrits    | 11 816       | 100,00       | 11 816      | 100,00      |
| Abstentions          | Abstentions              | Abstentions | Abstentions | 5 875        | 49,72        | 5 629       | 47,64       |
| Votants              | Votants                  | Votants     | Votants     | 5 941        | 50,28        | 6 187       | 52,36       |
| Blancs               | Blancs                   | Blancs      | Blancs      | 219          | 3,69         | 161         | 2,6         |
| Nuls                 | Nuls                     | Nuls        | Nuls        | 106          | 1,78         | 89          | 1,44        |
| Exprimés             | Exprimés                 | Exprimés    | Exprimés    | 5 616        | 94,53        | 5 937       | 95,96       |
| * conseiller sortant |                          |             |             |              |              |             |             |

### Canton de Saint-Germain-du-Puy
| Candidats   | Candidats                    | Partis      | Partis      | Premier tour | Premier tour | Second tour | Second tour |
| Candidats   | Candidats                    | Partis      | Partis      | Voix         | %            | Voix        | %           |
| ----------- | ---------------------------- | ----------- | ----------- | ------------ | ------------ | ----------- | ----------- |
| 1           | Marie-Christine Baudouin     |             | PCF         | 1 427        | 23,32        |             |             |
| 1           | Yannick Bedin                |             | PCF         | 1 427        | 23,32        |             |             |
| 2           | Ghislaine de Bengy-Puyvallée |             | UMP         | 1 938        | 31,67        | 3 510       | 65,97       |
| 2           | Jean-Claude Morin            |             | UMP         | 1 938        | 31,67        | 3 510       | 65,97       |
| 3           | Danielle Avon                |             | FN          | 1 704        | 27,85        | 1 811       | 34,03       |
| 3           | Jean-René Coueille           |             | FN          | 1 704        | 27,85        | 1 811       | 34,03       |
| 4           | Laurie Gouguet               |             | PS          | 1 050        | 17,16        |             |             |
| 4           | Philippe Jolivet             |             | PS          | 1 050        | 17,16        |             |             |
|             |                              |             |             |              |              |             |             |
| Inscrits    | Inscrits                     | Inscrits    | Inscrits    | 11 757       | 100,00       | 11 757      | 100,00      |
| Abstentions | Abstentions                  | Abstentions | Abstentions | 5 323        | 45,28        | 5 481       | 46,62       |
| Votants     | Votants                      | Votants     | Votants     | 6 434        | 54,72        | 6 276       | 53,38       |
| Blancs      | Blancs                       | Blancs      | Blancs      | 225          | 3,5          | 712         | 11,34       |
| Nuls        | Nuls                         | Nuls        | Nuls        | 90           | 1,4          | 243         | 3,87        |
| Exprimés    | Exprimés                     | Exprimés    | Exprimés    | 6 119        | 95,1         | 5 321       | 84,78       |

### Canton de Saint-Martin-d'Auxigny
| Candidats   | Candidats               | Partis      | Partis      | Premier tour | Premier tour | Second tour | Second tour |
| Candidats   | Candidats               | Partis      | Partis      | Voix         | %            | Voix        | %           |
| ----------- | ----------------------- | ----------- | ----------- | ------------ | ------------ | ----------- | ----------- |
| 1           | Ariane Blanc            |             | PS          | 1 603        | 25,42        | 2 039       | 30,41       |
| 1           | Bernard Rousseau        |             | PS          | 1 603        | 25,42        | 2 039       | 30,41       |
| 2           | François Le Nénan       |             | FN          | 1 778        | 28,20        | 1 715       | 25,58       |
| 2           | Gaelle Ricou            |             | FN          | 1 778        | 28,20        | 1 715       | 25,58       |
| 3           | Fabrice Chollet         |             | DVD         | 2 304        | 36,54        | 2 951       | 44,01       |
| 3           | Beatrice Damade         |             | DVD         | 2 304        | 36,54        | 2 951       | 44,01       |
| 4           | Denys Godard            |             | PCF         | 621          | 9,85         |             |             |
| 4           | Marie-Bernadette Vignol |             | PCF         | 621          | 9,85         |             |             |
|             |                         |             |             |              |              |             |             |
| Inscrits    | Inscrits                | Inscrits    | Inscrits    | 12 463       | 100,00       | 12 462      | 100,00      |
| Abstentions | Abstentions             | Abstentions | Abstentions | 5 834        | 46,81        | 5 469       | 43,89       |
| Votants     | Votants                 | Votants     | Votants     | 6 629        | 53,19        | 6 993       | 56,11       |
| Blancs      | Blancs                  | Blancs      | Blancs      | 225          | 3,39         | 213         | 3,05        |
| Nuls        | Nuls                    | Nuls        | Nuls        | 98           | 1,48         | 75          | 1,07        |
| Exprimés    | Exprimés                | Exprimés    | Exprimés    | 6 306        | 95,13        | 6 705       | 95,88       |

### Canton de Sancerre
| Candidats            | Candidats         | Partis      | Partis      | Premier tour | Premier tour | Second tour | Second tour |
| Candidats            | Candidats         | Partis      | Partis      | Voix         | %            | Voix        | %           |
| -------------------- | ----------------- | ----------- | ----------- | ------------ | ------------ | ----------- | ----------- |
| 1                    | Philippe Piquet   |             | EÉLV        | 660          | 8,16         |             |             |
| 1                    | Danie Rozier-West |             | PCF         | 660          | 8,16         |             |             |
| 2                    | Brigitte Chotard  |             | PS          | 2 190        | 27,06        | 2 709       | 31,58       |
| 2                    | Pascal Viguie*    |             | PS          | 2 190        | 27,06        | 2 709       | 31,58       |
| 3                    | Corinne Dufresne  |             | FN          | 2 420        | 29,90        | 2 407       | 28,06       |
| 3                    | Gérard Thorel     |             | FN          | 2 420        | 29,90        | 2 407       | 28,06       |
| 4                    | Patrick Bagot     |             | DVD         | 2 823        | 34,88        | 3 461       | 40,35       |
| 4                    | Michelle Guillou  |             | DVD         | 2 823        | 34,88        | 3 461       | 40,35       |
|                      |                   |             |             |              |              |             |             |
| Inscrits             | Inscrits          | Inscrits    | Inscrits    | 15 164       | 100,00       | 15 164      | 100,00      |
| Abstentions          | Abstentions       | Abstentions | Abstentions | 6 738        | 44,43        | 6 295       | 41,51       |
| Votants              | Votants           | Votants     | Votants     | 8 426        | 55,57        | 8 869       | 58,49       |
| Blancs               | Blancs            | Blancs      | Blancs      | 216          | 2,56         | 200         | 2,26        |
| Nuls                 | Nuls              | Nuls        | Nuls        | 117          | 1,39         | 92          | 1,04        |
| Exprimés             | Exprimés          | Exprimés    | Exprimés    | 8 093        | 96,05        | 8 577       | 96,71       |
| * conseiller sortant |                   |             |             |              |              |             |             |

### Canton de Trouy
| Candidats            | Candidats          | Partis      | Partis      | Premier tour | Premier tour | Second tour | Second tour |
| Candidats            | Candidats          | Partis      | Partis      | Voix         | %            | Voix        | %           |
| -------------------- | ------------------ | ----------- | ----------- | ------------ | ------------ | ----------- | ----------- |
| 1                    | Natacha Forichon   |             | PS          | 1 242        | 20,22        |             |             |
| 1                    | Pascal Goudy*      |             | PS          | 1 242        | 20,22        |             |             |
| 2                    | Monique Battavoine |             | FN          | 1 652        | 26,89        | 1 848       | 33,35       |
| 2                    | Christophe Orange  |             | FN          | 1 652        | 26,89        | 1 848       | 33,35       |
| 3                    | Patrick Barnier    |             | DVD         | 1 948        | 31,71        | 3 693       | 66,65       |
| 3                    | Corinne Charlot    |             | DVD         | 1 948        | 31,71        | 3 693       | 66,65       |
| 4                    | Élisabeth Guérin   |             | PCF         | 1 301        | 21,18        |             |             |
| 4                    | Bertrand Tissier   |             | PCF         | 1 301        | 21,18        |             |             |
|                      |                    |             |             |              |              |             |             |
| Inscrits             | Inscrits           | Inscrits    | Inscrits    | 12 151       | 100,00       | 12 150      | 100,00      |
| Abstentions          | Abstentions        | Abstentions | Abstentions | 5 619        | 46,24        | 5 753       | 47,35       |
| Votants              | Votants            | Votants     | Votants     | 6 532        | 53,76        | 6 397       | 52,65       |
| Blancs               | Blancs             | Blancs      | Blancs      | 275          | 4,21         | 646         | 10,1        |
| Nuls                 | Nuls               | Nuls        | Nuls        | 114          | 1,75         | 210         | 3,28        |
| Exprimés             | Exprimés           | Exprimés    | Exprimés    | 6 143        | 94,04        | 5 541       | 86,62       |
| * conseiller sortant |                    |             |             |              |              |             |             |

### Canton de Vierzon-1
| Candidats            | Candidats                 | Partis      | Partis      | Premier tour | Premier tour | Second tour | Second tour |
| Candidats            | Candidats                 | Partis      | Partis      | Voix         | %            | Voix        | %           |
| -------------------- | ------------------------- | ----------- | ----------- | ------------ | ------------ | ----------- | ----------- |
| 1                    | Karine Chêne*             |             | PCF         | 1 562        | 33,05        | 2 823       | 61,96       |
| 1                    | Mounire Lyame             |             | PCF         | 1 562        | 33,05        | 2 823       | 61,96       |
| 2                    | Bruno Bourdin             |             | FN          | 1 309        | 27,70        | 1 733       | 38,04       |
| 2                    | Martine Raimbault         |             | FN          | 1 309        | 27,70        | 1 733       | 38,04       |
| 3                    | Frédérique Godard-Henriau |             | DVD         | 166          | 3,51         |             |             |
| 3                    | Stéphane Mousset          |             | UDI         | 166          | 3,51         |             |             |
| 4                    | Nadia Essayan             |             | MoDem       | 1 073        | 22,70        |             |             |
| 4                    | François Tessier          |             | UDI         | 1 073        | 22,70        |             |             |
| 5                    | Frédéric Dupin            |             | PS          | 616          | 13,03        |             |             |
| 5                    | Jill Gaucher              |             | PS          | 616          | 13,03        |             |             |
|                      |                           |             |             |              |              |             |             |
| Inscrits             | Inscrits                  | Inscrits    | Inscrits    | 10 679       | 100,00       | 10 679      | 100,00      |
| Abstentions          | Abstentions               | Abstentions | Abstentions | 5 730        | 53,66        | 5 647       | 52,88       |
| Votants              | Votants                   | Votants     | Votants     | 4 949        | 46,34        | 5 032       | 47,12       |
| Blancs               | Blancs                    | Blancs      | Blancs      | 147          | 2,97         | 325         | 6,46        |
| Nuls                 | Nuls                      | Nuls        | Nuls        | 76           | 1,54         | 151         | 3           |
| Exprimés             | Exprimés                  | Exprimés    | Exprimés    | 4 726        | 95,49        | 4 556       | 90,54       |
| * conseiller sortant |                           |             |             |              |              |             |             |

### Canton de Vierzon-2
| Candidats            | Candidats              | Partis      | Partis      | Premier tour | Premier tour | Second tour | Second tour |
| Candidats            | Candidats              | Partis      | Partis      | Voix         | %            | Voix        | %           |
| -------------------- | ---------------------- | ----------- | ----------- | ------------ | ------------ | ----------- | ----------- |
| 1                    | Isabelle Bichler       |             | FN          | 1 945        | 32,97        | 2 432       | 41,25       |
| 1                    | Daniel David           |             | FN          | 1 945        | 32,97        | 2 432       | 41,25       |
| 2                    | Marie-Véronique Fortin |             | DVD         | 180          | 3,05         |             |             |
| 2                    | François Rucka         |             | UMP         | 180          | 3,05         |             |             |
| 3                    | Jean-Pierre Charles*   |             | PCF         | 2 132        | 36,14        | 3 464       | 58,75       |
| 3                    | Delphine Pietu         |             | PCF         | 2 132        | 36,14        | 3 464       | 58,75       |
| 4                    | Joao-Paulo Dos Santos  |             | PS          | 520          | 8,82         |             |             |
| 4                    | Malika Radjef          |             | PS          | 520          | 8,82         |             |             |
| 5                    | Marie-Christine Migali |             | UDI         | 1 122        | 19,02        |             |             |
| 5                    | Jean Rousseau          |             | MoDem       | 1 122        | 19,02        |             |             |
|                      |                        |             |             |              |              |             |             |
| Inscrits             | Inscrits               | Inscrits    | Inscrits    | 12 282       | 100,00       | 12 282      | 100,00      |
| Abstentions          | Abstentions            | Abstentions | Abstentions | 5 999        | 48,84        | 5 721       | 46,58       |
| Votants              | Votants                | Votants     | Votants     | 6 283        | 51,16        | 6 561       | 53,42       |
| Blancs               | Blancs                 | Blancs      | Blancs      | 265          | 4,22         | 459         | 7           |
| Nuls                 | Nuls                   | Nuls        | Nuls        | 119          | 1,89         | 206         | 3,14        |
| Exprimés             | Exprimés               | Exprimés    | Exprimés    | 5 899        | 93,89        | 5 896       | 89,86       |
| * conseiller sortant |                        |             |             |              |              |             |             |